# Presidentvalet i Polen 2010
Presidentvalet i Polen 2010 ägde rum den 20 juni och 4 juli 2010 och var det femte presidentvalet som hölls i Polen sedan kommunisttiden. 
Bakgrunden till valet var Flygolyckan i Smolensk den 10 april 2010 då den sittande presidenten Lech Kaczyński avled. I enlighet med polens konstitution fick talmannen i parlamentet, Bronisław Komorowski, i uppdrag att utlysa ett nyval, vilket han gjorde den 16 april.
Den första valomgången ägde rum den 20 juni och det fanns 10 kandidater att välja mellan. Valdeltagande blev 54,94 % och ingen kandidat fick egen majoritet. De två kandidater som fått flest röster var Medborgarplattformens kandidat Bronisław Komorowski och den avlidne presidentens tvillingbror Jarosław Kaczyński som kandiderade för det värdekonservativa partiet Lag och rättvisa. Komorowski erhöll 41,54 % av rösterna och Kaczyński 36,46 %.
I den andra omgången som ägde rum den 4 juli fick Komorowski 53,01 % av rösterna. Valdeltagande var 55,31 %. 